# Mary et Martha : Deux Mères courage
Pour plus de détails, voir Fiche technique et Distribution.
Mary et Martha : Deux Mères courage (Mary and Martha) est un téléfilm dramatique anglo-américain réalisé par Phillip Noyce et diffusé en 2013. Il s'inspire d'une histoire vécue de deux femmes luttent contre la malaria dont leurs fils ont été victimes en Afrique.

## Synopsis
Aux États-Unis, une mère apprend que son fils est maltraité par deux camarades à l'école et décide de l'emmener avec elle en Afrique pour passer de meilleurs moments ensemble. Tout se tourne au drame lorsque l'adolescent est victime de la malaria dont il meurt au bout de trois jours malgré le long trajet jusqu'à l’hôpital. Effondrée, elle rencontre une femme anglaise qui a également perdu son fils au Mozambique à cause de cette maladie. Toutes deux vont alors combattre cette maladie infectieuse.

## Fiche technique
- Titre original : Mary and Martha
- Titre français : Mary et Martha : Deux Mères courage
- Réalisation : Phillip Noyce
- Scénario : Richard Curtis
- Direction artistique : Tom Hannam et Beth A. Rubino
- Décors : Jonathan Hely-Hutchinson
- Costumes : Jo Katsaras
- Photographie : Roberto De Angelis
- Montage : Martin Nicholson
- Musique : Philip Miller
- Production : Hilary Bevan Jones, Lisa Bruce et Genevieve Hofmeyr
- Sociétés de production : Working Title Television ; HBO Films, NBC Universal Television et British Broadcasting Corporation
- Sociétés de distribution :  British Broadcasting Corporation,  Home Box Office
- Pays d'origine :  États-Unis,  Royaume-Uni
- Langue originale : anglais
- Format : couleur
- Genre : drame
- Durée : 90 minutes
- Dates de diffusion :
  - Royaume-Uni : 1er mars 2013 (sur BBC)
  - États-Unis : 20 avril 2013 (sur HBO)
  - France : 11 juin 2013 (sur TF1)

## Distribution
- Hilary Swank (V. F. : Marjorie Frantz ; V. Q. : Camille Cyr-Desmarais) : Mary
- Brenda Blethyn (V. F. : Martine Irzenski ; V. Q. : Johanne Garneau) : Martha
- Lux Haney-Jardine (V. Q. : Tom-Eliot Girard) : George
- Frank Grillo (V. F. : Nessym Guetat ; V. Q. : Pierre Auger) : Peter
- Bongo Mbutuma (V. Q. : Marc-André Bélanger) : Pumelele
- James Woods (V. Q. : Jean-Luc Montminy) : Tom
- Nokuthula Ledwaba : Micaela
- Sam Claflin (V. Q. : Jean-Philippe Baril Guérard) : Ben
- Ian Redford (V. Q. : Vincent Davy) : Charles
- Kagiso Lediga : Kumi
- Stephanie Faracy (V. F. : Élisabeth Fargeot) : Mme Benson, la responsable du comité

Source et légende : Version française (V. F.) sur RS Doublage et Version québécoise (V. Q.) sur Doublage Québec

## Accueil

### Diffusions internationales
Le téléfilm est d'abord diffusé le 1er mars 2013 sur BBC au Royaume-Uni et le 20 avril 2013 sur HBO aux États-Unis.
En France, TF1 l'achète pour une diffusion prévue le 11 juin 2013.